# غرس الود (مسلسل)
غرس الود مسلسل كويتي، من إخراج خلف العنزي، وتأليف نورية الرومي.

## الممثلون
هذه قائمة لبعض الممثلين الذي شاركوا في المسلسل:
- إبراهيم الحربي.
- حمد العماني.
- يعقوب عبد الله.
- ياسة.
- غرور.
- روان مهدي.
- عبد الله العتيبي.
- فاتن الدالي.
- سعود بوعبيد.
- حسين الحداد.
- علي العلي.
- عبد العزيز بهبهاني.
- ليالي دهراب.
- محمد الأنصاري
- إيمان جمال.
- أنوار المنصور.
- غدير زايد.